# Новий Ріпнів
Но́вий Рі́пнів (до 1946 року — Германівка Велика) — село в Україні, у Буській міській громаді Золочівського району Львівської області. До 2020 року Новий Ріпнів разом з селами Ріпнів, Старий Милятин та Новий Милятин підпорядковувалися Милятинській сільській раді. Нині ці села належать до Милятинського старостинського округу. Населення становить 206 осіб.

## Географія
Село Ріпнів розташоване за 48 км від обласного центру, 44 км від районного центру та 15 км від адміністративного центру міської громади. За 13 км знаходиться найближча залізнична станція Куткір.

## Населення
За даними всеукраїнського перепису населення 2001 року у селі мешкало 206 осіб.

### Мова
Розподіл населення за рідною мовою за даними перепису 2001 року був наступним:
| українська | 206 | 100,00 |

## Топоніми
Колись у Галичині нафту називали нафтова ропа, нафта, земляна олія, скельна олія, скалоолій, кип'ячка, поркура, петроль, петролеум та найпоширенішою назвою нафти була ропа (ropa). Свідченням цього є численні топоніми та географічні назви містечок, сіл, присілків, річок, потічків, гір, пасовищ та різних інших мікротопонімів — Ропа, Роп'яний, Роп'янка, Ропище, Роп'яник, Ропник, Ропавсько, Ропинка, Ропений, Ропенець, Ропний, Роп'я, Ріп'яна, Ріпчанка, Ріпчиці, Ріпнів, Новий Ріпнів, Ріп'яне, Ріпне, Ріп'янка, Ріпки, Ріпник, Роповське, Ропиця Руська, Ропище, Ропчиці, Стара Ропа, Чорна Ропа та інші. Вважається, що більшість цих топонімів з'явилася в XV—XVII століттях.

## Історія
Історичною датою заснування села вважається 1 січня 1600 року. Від XVIII століття — хутір Германівка Велика.
У 1946 році указом Президії Верховної Ради УРСР хутір Германівка Велика перейменовано на Новий Ріпнів. Це робилося з метою знищення пам'яті про німецьких поселенців в СРСР.
У 1944—1959 роках Новий Ріпнів входив до складу Новомилятинського району. Після ліквідації Новомилятинського району у січні 1959 року Новий Ріпнів і ще декілька сіл ліквідованого району увійшло до складу Буського району.
В селі від 1992 року діє релігійна громада Львівсько-Сокальської єпархії ПЦУ парафії Перенесення мощей святителя Миколая.
12 червня 2020 року село увійшло до складу Буської міської громади. 
17 липня 2020 року, в результаті адміністративно-територіальної реформи та ліквідації Буського району, село увійшло до складу Золочівського району Львівської області.